# غاري بندر
غاري بندر (بالإنجليزية: Gary Bender)‏ هو معلق رياضي أمريكي، ولد في 1 سبتمبر 1940 في نورتون في الولايات المتحدة.